# Рената Улмански
Рената Улмански (Загреб, 29. новембар 1929) југословенска је и српска филмска, позоришна, радио и телевизијска глумица и преводилац.
Највећи успех глумица Рената је остварила 1957. године, захваљујући једној од својих првих филмских улога — као фрајла Јула у филму Поп Ћира и поп Спира, првом југословенском филму у боји. Публика је зна и по улогама у филмовима Дилижанса снова из 1960, а затим и новијим Боље од бекства, Лепа села лепо горе и Спаситељ. Као телевизијска глумица упамћена је по улози мајке у ТВ серији Салаш у Малом Риту, и касније, у серијама Љубише Самарџића — Јесен стиже, Дуњо моја и Мирис кише на Балкану.
Добитница је Златне арене на Филмском фестивалу у Пули, Статуете Јоаким Вујић за допринос развоју позоришне уметности у Србији и три Стеријине награде.
Глумица је препознатљива по свом звонком осмеху, као и по ликовима мајки и жена из војвођанског живота.
Данас је друга најстарија  активна глумица у Србији.Тренутно има најдужу глумачку каријеру.

## Биографија
| „ | Највише сам дала у комичним улогама из војвођанског живота. Иако ничим посебно нисам везана за Војводину, менталитет пречана ми је најдражи и најближи. Волим ону њихову тиху журбу. Код Војвођана ви не видите да се журе, а видите да стижу. Нису наметљиви, нестрпљиви, загрижени. Све оно што ни ја нисам, и што код другог не подносим. | ” |

Рената је рођена 29. новембра 1929. године у Загребу, у краљевини Југославији, а одрасла у Сарајеву. Отац Милан, доктор права и шумарства, био је генерални директор „Шипада“ и министар шума и рударства у Краљевини Југославији, а мајка Ерика рођ. Врадач професорка музике. Мајка Ерика Врадач била је Аустријанка. Улмански је имала две сестре − Ксенију и Милану.
Први сусрет са глумачким позивом Рената је имала још као дете, када се на тавану њене породичне куће од Немаца крио редитељ Ерик Хецл, Јеврејин. Како би прекратио време, Хецл је младој девојци држао часове глуме, о чему сведочи њена свеска са белешкама из 1942. Будућа глумица добила је тако први ангажман − у позоришту Маргите Предић−Нушић − још пре него што се Други светски рат захуктао. У Родином позоришту играла је у представи Кинеска лутка, у дворани Коларчевог универзитета, још октобра 1939. године. Улмански је после рата учествовала у многобројним радним акцијама — у Шамцу, Сарајеву, Брчком, Бановићима, Новом Београду и другима, где је мешала бетон.
У првој послератној генерацији завршила је Драмски студио при Народном позоришту у Београду 1947, у класи Мате Милошевића и исте године постала стални члан Народног позоришта. Године 1949. постала је чланица Српског народног позоришта у Новом Саду, 1953. Београдског драмског позоришта, а затим 1968. и Атељеа 212, у коме остаје до пензионисања 1989. године.
На филму дебитује 1955. године главном улогом у филму Шолаја, Војислава Нановића, док највећи успех постиже две године касније, улогом Јуле у великом југословенском хиту Поп Ћира и поп Спира редитељке Соје Јовановић, за коју бива награђена Златном ареном за најбољу глумицу у споредној улози. Ова комедија лансирала је Ренату и њене колеге Северина Бијелића, Дару Чаленић и Властимира Ђузу Стојиљковића у прву генерацију домаћих филмских звезда. Награде за најбољу женску пратећу улогу на Филмским сусретима у Нишу добија за филмове Почетни ударац из 1990. и Боље од бекства из 1993. Осим ових, глумица је позната и по бројим улогама мајки главних јунака, и то првенствено у остварењима Салаш у Малом Риту, Лепа села лепо горе, Наташа и Професионалац, затим као Зорка у ТВ серији Слом и као разредни старешина у ТВ серији Заборављени. Једну од својих ређих главних улога Рената је одиграла у југословенском класику Дилижанса снова.
У периоду од 1975. до 1979. године одиграла је веома запажену улогу тетка Босе у популарној хумористичкој ТВ серији  за младе Вага за тачно мерење.
Током више од седам деценија каријере остварила је више од сто филмских и телевизијских улогама, и више хиљада пута играла на позоришним даскама. За улогу Меланије у позоришној комедији На лудом белом камену (Атеље 212), добила је награду Вечерњих новости за најбољу епизодну улогу 1972, а за улогу госпође Петровић у представи Скакавци ЈДП−а Стеријину награду за најбоље глумачко остварење 2006. године. Као Симка у Коренима, уз Љубу Тадића, добила је, према властитим речима, један од омиљених аплауза у каријери. Издвајају се још у њене представе На лудом белом камену у режији Муција Драшкића и Елијахова столица Бориса Лијешевића.
За целокупан рад награђена је Статуетом Јоаким Вујић, која јој је 2017. године додељена на Дан Књажевско-српског театра, 15. фебруара, и Стеријином наградом за нарочите заслуге на унапређењу позоришне уметности и културе 2018. године.
Рената је члан Удружења књижевних преводилаца Србије. Превела је више драмских текстова са немачког језика, и то Артура Шницлера, Франца Ксавера Креца, Хермана Данкера, Томаса Бернхарда и других. Немачки, који јој је матерњи језик, научила је од мајке, док је енглески студирала на Филолошком факултету. Глумица је четири године живела и у Будимпешти.
Иако у годинама и у пензији, и даље ради и снима.
Удовица је Мирка Тепавца, југословенског амбасадора и директора Политике. Била је добра пријатељица Ружице Сокић и Властимира Ђузе Стојиљковића. Рената има викендицу на Ади, где често одлази да се, како каже, дружи са природом. Иако у познијим годинама, глумица је чувала навику да три пута недељно на Ташмајдану преплива километар за сат времена.

## Филмографија
| Год.       | Назив                                           | Улога                            |
| ---------- | ----------------------------------------------- | -------------------------------- |
| 1950.-те ▲ |                                                 |                                  |
| 1955.      | Песма са Кумбаре                                | Ранкова жена                     |
| 1955.      | Шолаја                                          | Шолајина жена                    |
| 1957.      | Поп Ћира и поп Спира                            | Јула, ћерка поп Спире            |
| 1959.      | Љубавно писмо (ТВ филм)                         |                                  |
| 1960.-те ▲ |                                                 |                                  |
| 1960.      | Дилижанса снова                                 | Ружа                             |
| 1964.      | Постајем човек (ТВ филм)                        |                                  |
| 1964.      | Молох (ТВ филм)                                 |                                  |
| 1964.      | Пут око света                                   | Ла-Ло                            |
| 1965.      | Шнајдерски калфа (ТВ филм)                      |                                  |
| 1966.      | Крешталица                                      |                                  |
| 1967.      | Дим                                             | Жена избачена на улицу           |
| 1967.      | Волите се људи (ТВ серија)                      |                                  |
| 1967.      | Терговци (ТВ филм)                              |                                  |
| 1967.      | Позициони рат љубавних генерала (ТВ филм)       |                                  |
| 1968.      | Дан одмора једног говорника                     |                                  |
| 1968.      | Превара из љубави (ТВ филм)                     |                                  |
| 1969.      | Самци 2 (ТВ серија)                             |                                  |
| 1969.      | Плава Јеврејка (ТВ филм)                        |                                  |
| 1970.-те ▲ |                                                 |                                  |
| 1970.      | Дан који треба да остане у лепој успомени       |                                  |
| 1971.      | Пенџери равнице (ТВ филм)                       |                                  |
| 1971.      | Улази слободан човек (ТВ филм)                  |                                  |
| 1971.      | Дипломци (ТВ серија)                            | Службеница Виолета               |
| 1972.      | Купање (ТВ филм)                                |                                  |
| 1972.      | Дамон (ТВ филм)                                 | Удовица                          |
| 1972.      | Женски разговори (ТВ серија)                    |                                  |
| 1972.      | Глумац је, глумац (ТВ серија)                   |                                  |
| 1973.      | Кућевласник и паликућа                          |                                  |
| 1973.      | Дубравка                                        |                                  |
| 1973.      | Пикник на фронту (ТВ филм)                      | Госпођа Тепан                    |
| 1974.      | Црна листа (ТВ филм)                            | Госпођа Ларч                     |
| 1974.      | Легенда о Карасу (ТВ филм)                      |                                  |
| 1974.      | Генерали или сродство по оружју                 |                                  |
| 1974.      | Тркач (ТВ филм)                                 |                                  |
| 1974.      | Ујеж (ТВ филм)                                  | Анђелија Живановић               |
| 1974.      | Кошава                                          | Социјални радник у затвору       |
| 1975.      | Циркус бува                                     |                                  |
| 1975.      | Кичма                                           | Зена из кафане                   |
| 1975.      | Салаш у Малом Риту (ТВ серија)                  | Миланова мајка                   |
| 1975.      | Фарма (ТВ филм)                                 |                                  |
| 1976.      | Метак у леђа                                    | Госпођа Митровић, Милошева мајка |
| 1976.      | Салаш у Малом Риту                              | Миланова мајка                   |
| 1975—1977. | Вага за тачно мерење (ТВ серија)                | Боса                             |
| 1977.      | Рањени орао (ТВ филм)                           | Тета Ната                        |
| 1977.      | Стара кост (ТВ филм)                            |                                  |
| 1978.      | Маска (ТВ филм)                                 | Баронеса                         |
| 1978.      | Случај у трамвају (ТВ филм)                     | Наталија                         |
| 1979.      | Слом (ТВ серија)                                | Зорка Димитријевић (супруга)     |
| 1980.-те ▲ |                                                 |                                  |
| 1980.      | Нешто из живота (ТВ филм)                       | Кума                             |
| 1982.      | Поп Ћира и поп Спира (ТВ серија)                | Фрау Габријела                   |
| 1983.      | Нешто између                                    | Тетка                            |
| 1983.      | Раскољников из студентског сервиса (ТВ филм)    |                                  |
| 1984.      | Нешто између (ТВ серија)                        | Тетка                            |
| 1985.      | Приче из бечке шуме (ТВ филм)                   |                                  |
| 1985.      | Црвена барака                                   |                                  |
| 1986.      | Приче са краја ходника (ТВ филм)                | Јаснина мајка                    |
| 1986.      | Сиви дом (ТВ серија)                            | Васпитачица Лела                 |
| 1987.      | Последње лето детињства (ТВ серија)             |                                  |
| 1987.      | Дом Бергманових (ТВ филм)                       | Алиса                            |
| 1988.      | Шта радиш вечерас                               | Немањина мајка                   |
| 1990.-те ▲ |                                                 |                                  |
| 1990.      | Гала корисница: Атеље 212 кроз векове (ТВ филм) | Рената Улмански                  |
| 1990.      | Дуги живот брачног пара Кос (ТВ серија)         | Госпођа Оља Кос                  |
| 1990.      | Заборављени (ТВ серија)                         | Разредни старешина               |
| 1990.      | Почетни ударац                                  | Разредни старешина               |
| 1991.      | Глинени голубови (ТВ филм)                      |                                  |
| 1991.      | Мала                                            | Вида                             |
| 1992.      | Кнедле са шљивама                               | Стана Зец - супруга              |
| 1992.      | Дезертер                                        | Мајка                            |
| 1993.      | Рај (ТВ филм)                                   |                                  |
| 1993.      | Боље од бекства                                 | Исидора Радман                   |
| 1995.      | Провалник (ТВ филм)                             | Љиљана                           |
| 1995.      | Уске стазе (кратки филм)                        | Ружа                             |
| 1995.      | Отворена врата (ТВ серија)                      | Китаро                           |
| 1996.      | Мали кућни графити (ТВ серија)                  | Мигренка                         |
| 1996.      | Филомена Мартурано (ТВ филм)                    | Розалија Солимена                |
| 1996.      | Лепа села лепо горе                             | Миланова мајка                   |
| 1996—1997. | Горе доле (ТВ серија)                           | Џоксова мајка                    |
| 1998.      | Спаситељ                                        | Старица                          |
| 1999.      | Бело одело                                      | Мајка                            |
| 2000.-те ▲ |                                                 |                                  |
| 2001.      | Отац (ТВ филм)                                  | Дадиља                           |
| 2001.      | Наташа                                          | Кизина мајка                     |
| 2002.      | Лисице (ТВ серија)                              | Бранкина баба                    |
| 2002.      | Приче о речима (ТВ серија)                      |                                  |
| 2003.      | Таксиста (кратки филм)                          | Бака                             |
| 2003.      | Ледина                                          | Драганова мама                   |
| 2003.      | Професионалац                                   | Тејина мајка                     |
| 2004.      | Јесен стиже, дуњо моја                          | Александрина Главацки            |
| 2004.      | Лифт (ТВ серија)                                | Гагијева бака                    |
| 2006.      | Сутра ујутру                                    | Комшиница                        |
| 2007.      | Коњи врани                                      | Александрина Главацки            |
| 2007.      | Одбачен                                         | Ангелина                         |
| 2007.      | Бледи месец                                     | Александрина Главацки            |
| 2009.      | Јесен стиже, Дуњо моја (ТВ серија)              | Александрина Главацки            |
| 2010.-те ▲ |                                                 |                                  |
| 2011.      | Мирис кише на Балкану (ТВ серија)               | Бланка Кораћ                     |
| 2014.      | Атомски здесна                                  | Младенова мајка                  |
| 2014.      | Европа, бре! (ТВ серија)                        | Баба Јелица                      |
| 2015.      | Четири угла круга (кратки филм)                 |                                  |
| 2015.      | Без степеника (ТВ филм)                         | госпођа                          |
| 2016.      | Име: Добрица, презиме: непознато                | Олга                             |

## Позориште (избор)
- Учене жене (Народно позориште у Београду)
- Вишњик (Српско народно позоришт))
- Сплетка и љубав (Српско народно позориште)
- Зла жена (Српско народно позориште)
- Дом Бернарде Албе (Српско народно позориште)
- Поп Ћира и поп Спира (Београдско драмско позориште)
- Наследник (Београдско драмско позориште)
- Газда Пунтила (Београдско драмско позориште)
- Богојављенска ноћ (Позориште на Теразијама)
- Лажа и паралажа (Позориште на Теразијама)
- Пенџери равнице (Атеље 212)
- На лудом белом камену (Атеље 212)
- Улога моје породице у светској револуцији (Атеље 212)
- Пурпурно острво (Атеље 212)
- Косанчићев венац 7 (Атеље 212)
- Отац и Пеликан (Атеље 212)
- Марија Стјуарт (Атеље 212)
- Разговор у кући Штајнових о одсутном господину фон Гетеу (Атеље 212)
- Свети Георгије убива аждаху (Атеље 212)
- Филумена Мартурано (Атеље 212)
- (Атеље 212)
- Дивови из планине (Атеље 212)
- Марија (Атеље 212)